# Възмен
Вижте пояснителната страница за други значения на Ексохи.
Въ̀змен или Вѐзмен (срещат се и формите Въ̀зем, Вѐзем и В̀ъзме, Вѐзме, на гръцки: Εξοχή, Ексохи, до 1927 година Βέσμη, Весми) е село в Република Гърция, дем Неврокоп, област Източна Македония и Тракия.

## География
Селото е разположено на 610 m надморска височина на българо-гръцката граница, на 9 km северно от демовия център Зърнево (Като Неврокопи) в Белотинска котловина между планините Стъргач и Бесленския рид.
В близост до селото се намира граничен контролно-пропускателен пункт с България Ексохи – Илинден.

## История

### Етимология
Според Йордан Н. Иванов името на селото е сравнимо по структура и значение с руското Вязма, произхождащо от речното име Вязьмень от вязкий, „тиняв“, „блатист“, „лепкав“, „жилав“, тоест тинеста река, което е от вязать от старобългарското . Формите с ъ са резултат от среднобългарско смесване на носовките в местния говор.

### В Османската империя
Край главното шосе от Гоце Делчев за Драма, източно от Възем има развалини на стара крепост, наречена Сропаль.
През XIX век село Възмен е селище със смесено население, числящо се към Неврокопската кааза на Серския санджак. В 1848 година руският славист Виктор Григорович пише в „Очерк путешествия по Европейской Турции“, че жителите на Везме са българи и турци. Църквата „Свети Атанасий“ е от 1866 година.
В землщето на селото има много топоними, свързани с традиционния за Мървашко железодобив, който обаче е прекратен отдавна.
В „Етнография на вилаетите Адрианопол, Монастир и Салоника“, издадена в Константинопол в 1878 година и отразяваща статистиката на населението от 1873 година, Везем (Vezem) е посочено като село със 125 домакинства със 130 жители мюсюлмани и 220 жители българи. В 1889 година Стефан Веркович (Топографическо-этнографическій очеркъ Македоніи) отбелязва Везме като село с 65 български и 61 турски къщи.
В 1891 година Георги Стрезов пише за селото:
| „ | Възем, на ЮЗ от Неврокоп, 6 часа път. Лежи на равно място до извора на Панега. До Места няма 1/2 час; но между селото и реката се издига висок рът, който я затуля. Преди година тук стоял мюдюрин. Занимават се със скотовъдство. 120 къщи българе и турци. | “ |

До 1912 година Възмен е седалище на мюдюрин. Съгласно статистиката на Васил Кънчов („Македония. Етнография и статистика“) към 1900 година населението на Възем брои общо 1287 души, от които 750 българи-християни, 522 турци и 15 власи. Според гръцката статистика, през 1913 година във Възем (Βέσμη, Весми) живеят 1004 души.
По данни на секретаря на Българската екзархия Димитър Мишев („La Macédoine et sa Population Chrétienne“) в 1905 година във Възем има 584 българи екзархисти, 42 власи и 18 цигани. В селото функционира начално българско училище с 1 учител и 20 ученици.
В рапорт до Иларион Неврокопски от 1909 година пише за Възмен:
| „ | С. Вязем... Намира се в хубаво местоположение, близо е до пътя, що минава през с. Зърнево до Сяр. Има 115 къщи български с 553 души население, 120 къщи турски с 608 души население. Селяните се занимават със земеделие като главен поминък и скотовъдство. Имат хубави дъбови гори. През селото минава малка река, която напоява вяземското поле. Черквата „Св. Атанас“ е открита през 1866 г. Тя е хубаво здание. До нея е училището. То е слабо дървено здание... | “ |

При избухването на Балканската война в 1912 година тринадесет души от Възем са доброволци в Македоно-одринското опълчение.

### В Гърция
През Балканската война селото е освободено от части на българската армия, но след Междусъюзническата война остава в Гърция. В 1925 година, след Търлиския инцидент по-голямата част от населението му се изселва в България – официално 507 души, и на тяхно място са настанени гърци бежанци – 170 семейства с 617 бежанци. Към 1928 година Възем е смесено местно-бежанско село със 147 семейства и 508 души бежанци. Според други данни 117 от жителите са българи.
През 1926 година 20 семейства от Възмен се заселват в пловдивското село Дудене (днес Черничево). През 1943 година, след като в 1941 година България започва да администрира района на Възмен, всичките 20 семейства се връщат в родното си село, но през септември 1944 с оттеглянето на българските войски от Беломорието тези преселници отново се установяват в Черничево, където потомците им живеят.
След Втората световна война населението масово се изселва към големите градове.
Населението произвежда тютюн, жито, картофи и други замеделски култури, като се занимава и със скотовъдство.
В 1997 година Възменската джамия е обявена за паметник на културата.
| Име          | Име              | Ново име    | Ново име    | Описание                             |
| ------------ | ---------------- | ----------- | ----------- | ------------------------------------ |
| Стъргач      | Στραγκὰτς        | Перивлептон | Περίβλεπτον | връх в Стъргач (1270 m) ЮЗ от Възмен |
| Коджа Гюриен | Κοτζᾶ Γκιουργιὲν | Халкиди     | Χαλκίδη     | местност З от Възмен                 |
| Керван чаир  | Κερβὰν Τσαΐρ     | Хлоротопос  | Χλωρότοπος  | местност И от Възмен                 |
| Кара кютук   | Καρὰ Κουτούκ     | Орион       | Όριον       |                                      |
| Кара баир    | Καρὰ Μπαΐρ       | Петра       | Πέτρα       |                                      |

| Година    | 1913 | 1920 | 1928 | 1940 | 1951 | 1961 | 1971 | 1981 | 1991 | 2001 | 2011 | 2021 |
| --------- | ---- | ---- | ---- | ---- | ---- | ---- | ---- | ---- | ---- | ---- | ---- | ---- |
| Население | 1004 | 1185 | 734  | 873  | 561  | 594  | 289  | 204  | 239  | 179  | 150  | 106  |

## Личности
Родени във Възмен
- Антон Тодоров Божиков (Андон), Първа рота на Петнадесета щипска дружина[21]
- Атанас С. Любевковски (Либяховски), Първа рота на Петнадесета щипска дружина[22]
- Георги Попгеоргиев (1888/1892 – 1913), македоно-одрински опълченец, четата на Стоян Филипов, Четвърта рота на Тринадесета кукушка дружина, загинал в Междусъюзническата война на 17 юни 1913 година[23]
- Димитър Вангелов, български опълченец, V опълченска дружина[24]
- Илия Н. Кабаков (1892 – ?), македоно-одрински опълченец, Четвърта рота на Тринадесета кукушка дружина[25]
- Илия Николов (1892 – ?), македоно-одрински опълченец, четата на Дончо Златков[26]
- Никола Атанасов, македоно-одрински опълченец, Първа рота на Осма костурска дружина[27]
- Павел Ил. Ташков, македоно-одрински опълченец, Първа рота на Петнадесета щипска дружина[28]
- Параско Атанасов (1864/1867 – ?), македоно-одрински опълченец, четата на Стоян Филипов, Втора рота на Тринадесета кукушка дружина[29]
- Петко Иванов (1886/1887 – ?), македоно-одрински опълченец, четата на Стоян Филипов, Втора рота на Тринадесета кукушка дружина[30]
- Петко Тодоров, македоно-одрински опълченец, Първа рота на Петнадесета щипска дружина[31]
- Стоян Ст. Танев (1886/1887 – ?), македоно-одрински опълченец, Първа рота на Петнадесета щипска дружина[32]
- Трифон К. Танов, македоно-одрински опълченец, Първа рота на Петнадесета щипска дружина[33]
- Яни Стоев (Янчо, 1893/1894 – ?), македоно-одрински опълченец, четата на Стоян Филипов, Първа рота на Тринадесета кукушка дружина[34]